# قائمة أبراج الكويت

برج التحرير

البرج هو بناء مرتفع عن مستوى المباني السكنية، ينشأ لأهداف جمالية أو دفاعية أو كبرج للاتصالات الهاتفية وغيرها.

## قائمة أبراج الكويت
تحتوي هذه القائمة على أسماء أبراج في الكويت.
- برج دار العوضي
- برج كيبكو

- برج التجارية
- برج التحرير

- برج الحمراء

- برج الراية 2

- برج مبارك الكبير
- برج المتحدة
- أبراج الكويت
- أبراج المياه في الكويت